# لبنان في الألعاب الأولمبية الشتوية 2022
شاركت لبنان في دورة الألعاب الأولمبية الشتوية لعام 2022، والتي أقيمت في مدينة بكين في الصين خلال الفترة من 9 فبراير (شباط) 2022، وحتى 20 فبراير (شباط) 2022 بمُشاركة 2874 رياضي من 91 دولة بينهم 1582 لاعب في منافسات الرجال و1292 لاعبة في منافسات السيدات، وتنافسوا في 7 رياضات خلال 109 منافسة. كانت هذه هي المُشاركة الثامنة عشرة للبنان في بطولة الألعاب الأولمبية الشتوية منذ إنشائها، ولم تتمكّن لبنان خلال منافسات هذه النُسخة من البطولة من حصد أيّة ميداليات.

## الميداليات
لم يتمكّن لاعبو لبنان من حصد أية ميداليات خلال منافسات النُسخة الرابعة والعشرين من بطولة دورة الألعاب الأولمبية الشتوية في عام 2022.

## اللاعبون المُشاركون
شاركت لبنان في منافسات النُسخة الرابعة والعشرين من بطولة دورة الألعاب الأولمبية الشتوية عام 2022 بثلاثة لاعبين، بينهم اثنين في منافسات الرجال وواحدة في منافسات السيدات في رياضات التزلج على الجليد ورياضة التزلج عبر البلاد. وتوضح الجداول التالية عدد وأسماء اللاعبين المُشاركين من لبنان في كل رياضة في هذه النُسخة من البطولة:
| الرياضة           | الرجال | السيدات | المجموع |
| ----------------- | ------ | ------- | ------- |
| التزلج على الجليد | 1      | 1       | 2       |
| التزلج عبر البلاد | 1      | 0       | 1       |
| المجموع           | 2      | 1       | 3       |

أسماء اللاعبين المُشاركين:
| اسم اللاعب المُشارك | اللعبة            |
| ------------------ | ----------------- |
| سيزار عرنوق        | التزلج على الجليد |
| مانو عويس          | التزلج على الجليد |
| إيلي طوق           | التزلج عبر البلاد |

## النتائج

### منافسات التزلج على الجليد

#### منافسات الرجال
| الرياضي     | الحدث               | سباق 1  | سباق 1 | سباق 2 | سباق 2 | إجمالي  | إجمالي |
| الرياضي     | الحدث               | وقت     | مرتبة  | وقت    | مرتبة  | وقت     | مرتبة  |
| ----------- | ------------------- | ------- | ------ | ------ | ------ | ------- | ------ |
| سيزار عرنوق | سباق التعرج العملاق | انسحب   | انسحب  | استُبعد | استُبعد | استُبعد  | استُبعد |
| سيزار عرنوق | سباق التزلج المتعرج | 1:07.05 | 47     | 58.37  | 34     | 2:05.42 | 38     |

#### منافسات السيدات
| الرياضية  | الحدث               | سباق 1  | سباق 1 | سباق 2  | سباق 2 | إجمالي  | إجمالي |
| الرياضية  | الحدث               | وقت     | مرتبة  | وقت     | مرتبة  | وقت     | مرتبة  |
| --------- | ------------------- | ------- | ------ | ------- | ------ | ------- | ------ |
| مانو عويس | سباق التزلج المتعرج | 1:02.69 | 52     | 1:02.96 | 46     | 2:05.65 | 46     |
| مانو عويس | سباق التعرج العملاق | 1:08.88 | 54     | انسحبت  | انسحبت | انسحبت  | انسحبت |

### منافسات التزلج عبر البلادبر البلاد
| اسم الرياضي | الحدث             | النهائي | النهائي |
| اسم الرياضي | الحدث             | الوقت   | المرتبة |
| ----------- | ----------------- | ------- | ------- |
| إيلي طوق    | 15 كيلومتر - رجال | 51:46.5 | 92      |

| الرياضي  | المنافسات | الدور الأول | الدور الأول | الدور ربع النهائي | الدور ربع النهائي | الدور نصف النهائي | الدور نصف النهائي | الدور النهائي | الدور النهائي |
| الرياضي  | المنافسات | الوقت       | المرتبة     | الوقت             | المرتبة           | الوقت             | المرتبة           | الوقت         | المرتبة       |
| -------- | --------- | ----------- | ----------- | ----------------- | ----------------- | ----------------- | ----------------- | ------------- | ------------- |
| إيلي طوق | فردي رجال | 3:47.73     | 87          | لم يتأهل          | لم يتأهل          | لم يتأهل          | لم يتأهل          | لم يتأهل      | لم يتأهل      |